# Ludwigia perennis
Ludwigia perennis är en dunörtsväxtart som beskrevs av Carl von Linné. Ludwigia perennis ingår i släktet ludwigior, och familjen dunörtsväxter. Inga underarter finns listade i Catalogue of Life.

## Bildgalleri

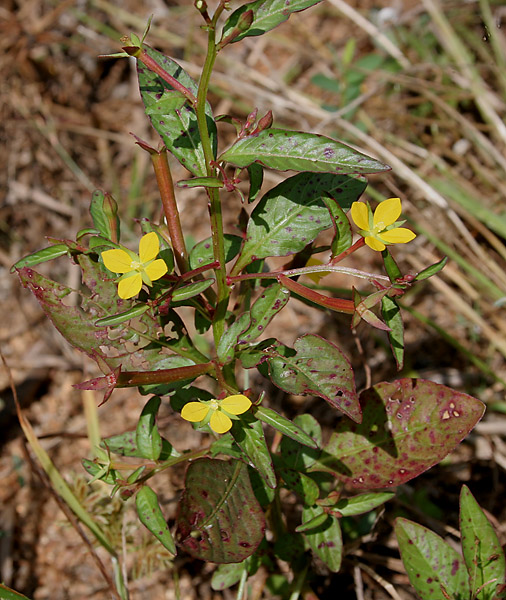
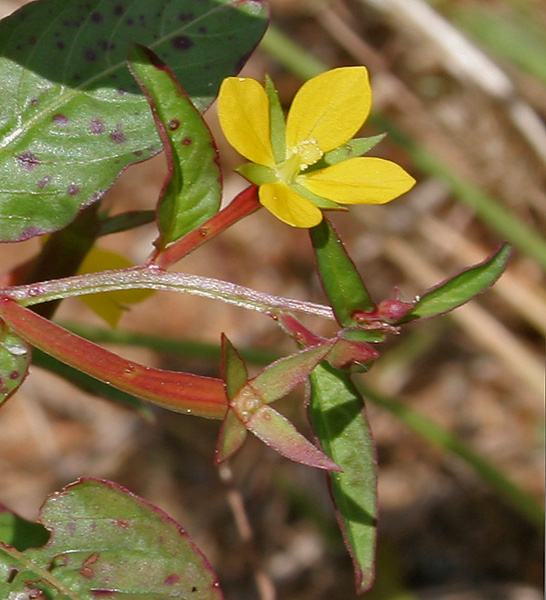